# Eschbronn
Eschbronn település Németországban, azon belül Baden-Württembergben. Lakosainak száma 2118 fő (2023. december 31.). Eschbronn Zimmern ob Rottweil, Schramberg, Dunningen, Hardt és Königsfeld im Schwarzwald községekkel határos.

## Népesség
A település népessége az elmúlt években az alábbi módon változott:
| Lakosok száma | 1887 | 2076 | 2073 | 2084 | 2095 | 2118 |
|               | 1975 | 2017 | 2019 | 2021 | 2022 | 2023 |